# Угун
Угу́н (кит. упр. 武功, пиньинь Wǔgōng) — уезд городского округа Сяньян провинции Шэньси (КНР). Уезд назван в честь горы Угуншань (武功山) и реки Угуншуй (武功水).

## История
Уезд с названием Угун был создан ещё в царстве Цинь в 350 году до н. э. однако тогда он занимал южные части современных уездов Мэйсянь и Цишань, восточную часть современного уезда Тайбай и часть современного уезда Чжоучжи. Помимо него в этих краях тогда же были созданы уезды Тайсянь (邰县, южная часть современного уезда Фуфэн и часть уезда Угун) и Мэйян (美阳县, северная часть современного уезда Фуфэн). Власти уезда Угун тогда размещались к югу от реки Вэйхэ, на территории современных уездов Чжоучжи и Мэйсянь.
Во времена диктатуры Ван Мана уезд Угун был переименован в Синьгуан (新光县), но при империи Восточная Хань ему в 65 году было возвращено прежнее название. В 27 году к уезду Угун были присоединены уезды Тайсянь и Чжоучжи, а власти уезда после этого перебрались на северный берег Вэйхэ и разместились в бывшем административном центре уезда Тайсянь.
При империи Северная Вэй в 487 году уезд Угун был расформирован, а его земли были разделены между уездами Мэйян и Моси (漠西县).
При империи Северная Чжоу уезд Угун был в 574 году создан вновь, его власти разместились в Чжоутинчуане (современный посёлок Угун).
При империи Тан в 620 году на стыке уездов Угун и Шипин был создан уезд Фуфэн (扶风县), но в 627 году он был расформирован.
После того, как эти места были завоёваны чжурчжэнями и вошли в состав империи Цзинь, в 1189 году уезд Угун был переименован в Утин (武亭县). После монгольского завоевания уезду в 1264 году было возвращено название Угун.
В 1950 году был создан Специальный район Баоцзи (宝鸡专区), и уезд вошёл в его состав. В 1956 году Специальный район Баоцзи был расформирован, и уезд стал подчиняться напрямую властям провинции. В 1958 году уезд Угун был присоединён к уезду Синпин.
В 1961 году был вновь создан Специальный район Баоцзи, и восстановленный в прежних границах уезд вошёл в его состав. В 1969 году Специальный район Баоцзи был переименован в округ Баоцзи (宝鸡地区). В 1971 году округ Баоцзи был расформирован, и уезд перешёл под юрисдикцию властей города Баоцзи. В 1979 году округ Баоцзи был создан вновь, и уезд опять вошёл в его состав. В 1980 году были расформированы округ Баоцзи и город Баоцзи, и создан Городской округ Баоцзи.
В январе 1983 года из уезда Угун был выделен район Янлин. В октябре 1983 года уезд Угун был передан из состава городского округа Баоцзи в состав городского округа Сяньян.

## Административное деление
Уезд делится на 1 уличный комитет и 7 посёлков.